# Le Secret de Vanille
 (avril 2018).
Si vous disposez d'ouvrages ou d'articles de référence ou si vous connaissez des sites web de qualité traitant du thème abordé ici, merci de compléter l'article en donnant les références utiles à sa vérifiabilité et en les liant à la section « Notes et références ».
Le Secret de Vanille est le premier roman de la romancière québécoise Monique Corriveau. 
Il s'agit d'un roman policier publié en 1959 à l'intention des jeunes lecteurs (9 à 13 ans). Le manuscrit avait remporté le Concours de littérature de jeunesse de l'Association canadienne des éducateurs de langue française (ACELF) en 1958. Il a été rédigé en 1946 ou 1947.

## Résumé
À Québec, Marie Duchesnay et Mado Rousseau se lient d’amitié en s’avouant mutuellement encore jouer à la poupée à l’âge de 11 ans. Celle de Marie s’appelle Vanille. Alors qu’elles sont chez Marie, madame Duchesnay, reçoit un importun qui insiste pour qu’elle lui donne un plan important laissé par son mari. Elle refuse, puis dissimule le document dans la poupée de sa fille. Puis Marie (avec sa poupée) est confiée à la famille Rousseau, famille nombreuse et turbulente vivant à Charlesbourg, petit village retiré. En l’absence des parents, la tempête de neige grondant, les enfants, avec Denys (l’aîné) en tête, doivent affronter les brigands qui cherchent faire main basse sur le document.

## Récompense
Premier prix au Concours de littérature de jeunesse de l'Association canadienne des éducateurs de langue française (ACELF) en 1958

## Éditions
- Le Secret de Vanille (roman), Québec, Éditions du Pélican (illustrations de Cécile Gagnon), 1959, 92 p.
  - Réédition, Québec, Éditions Jeunesse, coll. « Brin d'herbe », 2e éd. revue et corrigée, 1962, 135 p.
  - Réédition, Montréal, Éditions Jeunesse, coll. « Karim» (Illustrations de Colette Crespo), 1972 , 131 p.  (ISBN 0-7772-4070-X)
  - Réédition, Montréal, Fides, coll. « du Goéland » (Illustrations de Philippe Béha), 1981, 115 p.  (ISBN 2-7621-1094-7)